# Michael Bates (książę Sealandu)
Michael Roy Bates (ur. 2 sierpnia 1952 w Westcliff-on-Sea w hrabstwie Essex) – brytyjski biznesmen, książę-regent Sealandu w latach 2007–2012, książę Sealandu od 2012.

## Życie prywatne
Michael Bates jest żonaty z Mei Shi i obecnie mieszka w Westcliff-on-Sea. Ma troje dzieci – Jamesa, Liama i Charlotte ze swojego pierwszego związku z Lorraine Wheeler.